# 검은우는토끼
검은우는토끼 또는 검은피카 (Ochotona nigritia)는 우는토끼과에 속하는 포유류의 일종이다. 2000년 처음 발견했을 때는 중국 윈난성의 토착종으로 간주했으며, 단지 4종의 표본만이 알려져 있었다.